# アレクセイ・ゲルマン
アレクセイ・ゲルマン （ロシア語: Алексей Герман, ラテン文字転写: Aleksei German, 1938年7月20日 - 2013年2月21日） は、ロシアの映画監督。

## 来歴

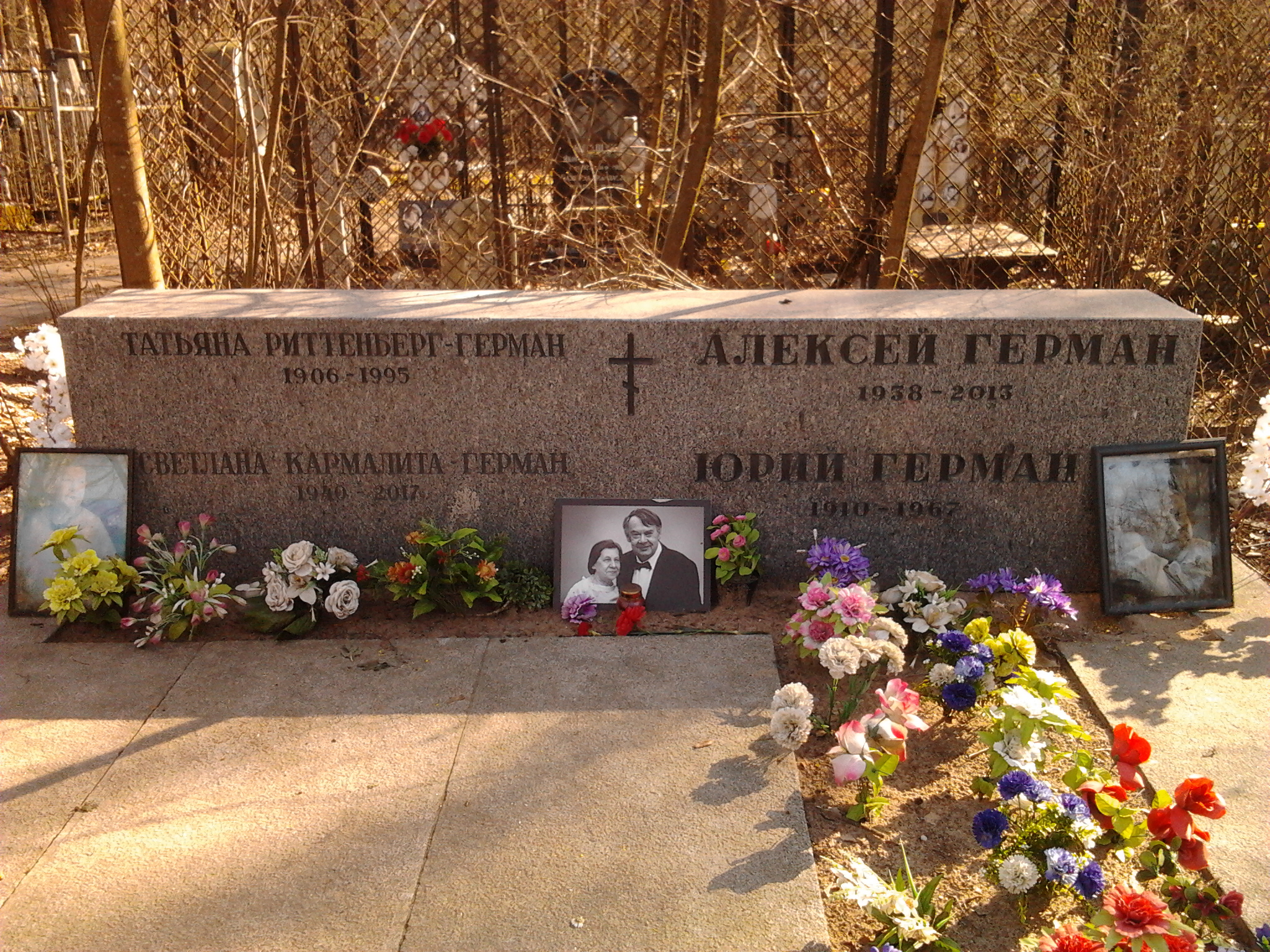
夫妻の墓

1938年7月20日、旧ソ連のレニングラードで生まれた。父親は作家のユーリー・ゲルマン。息子は映画監督のアレクセイ・ゲルマン・ジュニア。1960年までグリゴーリ・コージンツェフの元で映画製作を学んだ。
1968年、長編『7番目の道づれ』をグリゴーリ・アロノフと共同で監督し、映画監督としてデビュー。1971年には父ユーリーの小説を映画化した『道中の点検』を発表。しかし、検閲により上映禁止処分を受け、1986年までの15年間公開されなかった。以後も『戦争のない20日間』（1976年）、『わが友イワン・ラプシン』（1984年）といった作品を発表した。
その後、1980年代後半からのペレストロイカを受け、1987年にロッテルダム国際映画祭でそれまでの3作品に対してKNF賞が授与された。1998年の『フルスタリョフ、車を!』は第51回カンヌ国際映画祭のコンペティション部門に出品された。
15年ぶりに映画監督に復帰したストルガツキー兄弟の小説を映画化した『神々のたそがれ』の撮影後に2013年2月21日、サンクトペテルブルクにて74歳で死去した。
死亡後、同作は妻と息子によって完成し、2013年11月13日に同作はローマ国際映画祭で上映され、ゲルマン監督に生涯功労賞が受賞された。

## 監督作品
- 7番目の道づれ Седьмой спутник （1968年） グリゴーリ・アロノフの共同監督
- 道中の点検 Проверка на дорогах （1971年）
- 戦争のない20日間 Двадцать дней без войны （1976年）
- わが友イワン・ラプシン Мой друг Иван Лапшин （1984年）
- フルスタリョフ、車を! Хрусталёв, машину! （1998年）
- 神々のたそがれ Трудно быть богом （2013年）